# Донецька обласна державна адміністрація

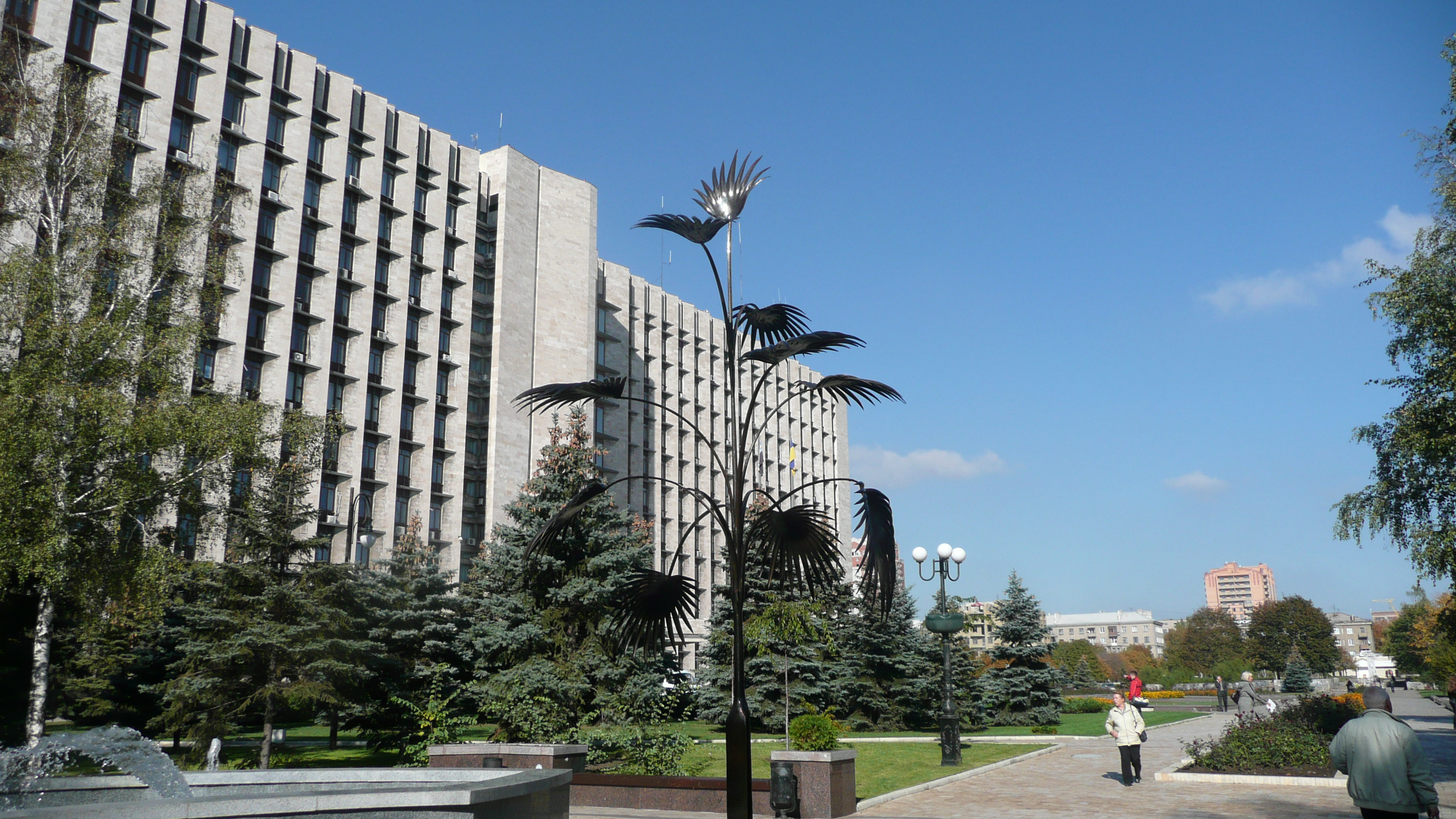
Будівля Донецької обласної державної адміністрації в м. Донецьк

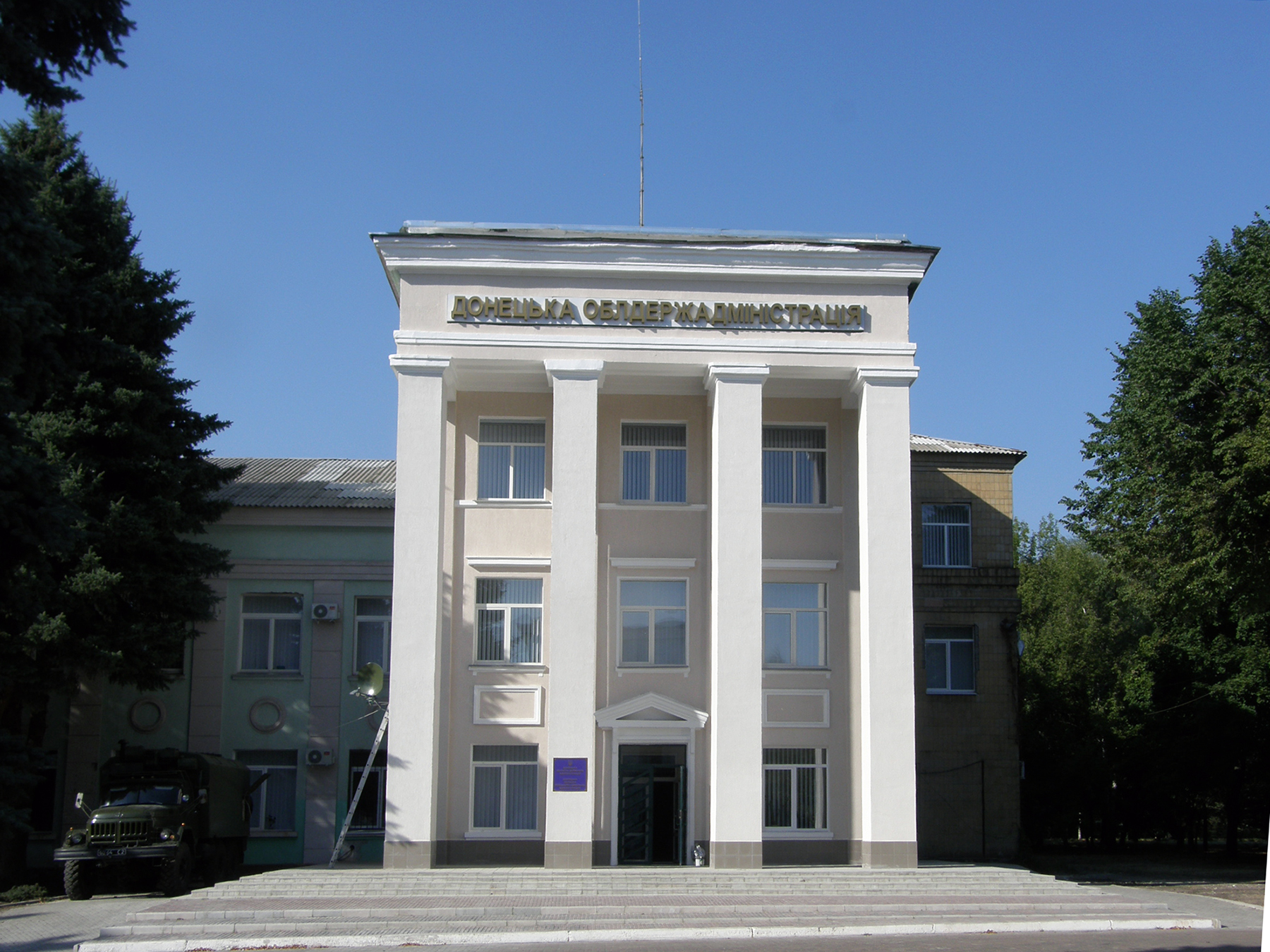
Офіс військово-цивільної адміністрації в Краматорську з серпня 2017

Донецька обласна державна адміністрація — обласна державна адміністрація Донецької області, розташована за адресою місто Краматорськ, вулиця Олекси Тихого, будинок 6. Утворена 24 липня 1995 року Указом Президента України «Про обласні, Київську та Севастопольську міські, районні, районні у містах Києві та Севастополі державні адміністрації» № 640/95. До 2014 розташовувалась в будівлі Донецької обласної державної адміністрації.
З 5 березня 2015 року набула статусу обласної військово-цивільної адміністрації.
У зв'язку з широкомасштабним вторгненням Росії 24 лютого 2022 року набула статусу військової адміністрації.

## Історія

### Голови
1. Смірнов Юрій Костянтинович — представник президента у Донецькій області — 20 березня 1992 — липень 1994.
2. Щербань Володимир Петрович — 11 липня 1995 — 18 липня 1996.
3. Поляков Сергій Васильович — 18 липня 1996 — 14 травня 1997.
4. Янукович Віктор Федорович — 14 травня 1997 — 21 листопада 2002.
5. Близнюк Анатолій Михайлович — 23 листопада 2002 — 21 січня 2005.
6. Логвиненко Володимир Іванович — 21 січня — 4 лютого 2005 в.о., 22 травня 2006 — 18 березня 2010.
7. Чупрун Вадим Прокопович — 4 лютого 2005 — 3 травня 2006.
8. Дергунов Сергій Геннадійович (в. о.) — 4 — 22 травня 2006.
9. Близнюк Анатолій Михайлович — 18 березня 2010 — 12 липня 2011.
10. Шишацький Андрій Володимирович — 12 липня 2011 — 2 березня 2014.
11. Тарута Сергій Олексійович — 2 березня 2014 — 10 жовтня 2014.
12. Кіхтенко Олександр Тимофійович — 10 жовтня 2014 — 11 червня 2015.
13. Жебрівський Павло Іванович — 11 червня 2015 — 13 червня 2018.[5]
14. Куць Олександр Іванович — 22 червня 2018 — 5 липня 2019.[6]
15. Кириленко Павло Олександрович — 5 липня 2019 — 5 вересня 2023[7][8].
16. Мороз Ігор Вікторович (в. о.) — 5 вересня 2023 — 27 грудня 2023.
17. Філашкін Вадим Сергійович — 27 грудня 2023[9] — н.ч.

## Структура апарату облдержадміністрації
1. Організаційне управління
2. Управління діловодства та контролю
3. Юридичне управління
4. Управління кадрового забезпечення та з питань нагород
5. Управління взаємодії з правоохоронними органами, запобігання та виявлення корупції
6. Управління з питань звернень громадян та доступу до публічної інформації
7. Відділ фінансового забезпечення
8. Патронатна служба голови
9. Відділ інформаційно-комп'ютерного забезпечення
10. Відділ адміністрування Державного реєстру виборців
11. Сектор господарського забезпечення
12. Сектор режимно-секретної роботи

## Структура
- Департамент інвестиційно-інноваційного розвитку і зовнішніх відносин
- Департамент інформаційної та внутрішньої політики
- Департамент агропромислового комплексу та розвитку сільських територій
- Департамент екології та природних ресурсів
- Департамент економіки
- Департамент житлово-комунального господарства
- Департамент з питань цивільного захисту, мобілізаційної та оборонної роботи
- Департамент капітального будівництва
- Департамент освіти і науки
- Департамент охорони здоров'я
- Департамент розвитку базових галузей промисловості
- Департамент сім'ї, молоді та спорту
- Департамент соціального захисту населення
- Департамент фінансів
- Державний архів області
- Служба у справах дітей
- Управління культури і туризму
- Управління автомобільного транспорту
- Управління містобудування та архітектури
- Комунальна установа «Донецький обласний контактний центр»
- Управління у справах сім'ї та молоді департаменту сім'ї, молоді та спорту

## Керівництво
- Голова облдержадміністрації, керівник обласної військово-цивільної адміністрації — Філашкін Вадим Сергійович